# Cabrafiga
|  | Per a altres significats, vegeu «mas Cabrafiga». |

Cabrafiga és un mas al sud del terme de la Vall de Bianya (la Garrotxa). És un casal aïllat que formava part del veïnat presidit per l'església romànica de Sant Pere Despuig. La seva tipologia arquitectònica està molt lligada a la d'altres masos del veïnat com la Cadamont o les Aulines. D'aquestes sabem que les seus orígens són molt remots i que a finals del segle xviii i principis del XIX s'hi portaren a terme nombroses obres d'ampliació i remodelació. Possiblement, Cabrafiga, també va seguir aquesta evolució.
És de planta rectangular i teulat a dues aigües amb els vessants vers les façanes laterals. Disposa de baixos (amb petites finestres per la ventilació de les corts dels animals), pis d'habitatge (amb cinc arcades de punt rodó que miren cap al sol) i golfes (amb tres arcades a la façana de migdia; les dues laterals, avui, es troben cegades). L'edifici va ser bastit amb pedra menuda del país, llevat dels cantoners.